# Лаза Нанчић
Лаза Нанчић (Вршац, 3. јануар 1854 — Вршац, 28. март 1887) био је српски социјалиста, новинар, писац и оснивач Вршачке читаонице.

## Биографија
Лаза је рођен 1854. године у Вршцу, од оца варошког сенатора, којег је једва запамтио, јер је умро прерано од туберкулозе. Ослонац му је током младости била пожртована мајка Тинка. Још као дечак привлачио је пажњу на себе својим зрелим поступцима; са 14 година је заједно са тројицом другова кренуо у Београд, код кнеза Милана "да се с њим договори, те да он оде да диже буну у Босни". Основну школу и приватно - два разреда гимназије завршио је у Вршцу, наставио је гимназијско школовање у Темишвару. Након завршетка "горњих разреда" гимназије у Вашархељу, похађао је "медицинске курсеве" тј. студирао медицину пет година, у Прагу и Бечу. Још као студент постао је заступник социјалистичких идеја и допринео је појави радничког покрета код Срба. Био је председник студентског друштва "Србадија" у Грацу (1879-1881). Учествовао је у обнови Уједињене омладине српске 1880. године, и редовно писао за новине. Тада се на конференцији упознао са Светозаром Милетићем, чији је постао велики следбеник и сарадник. Покренуо је и уређивао 1882-1885. године вршачки напредни "социјалистички" лист "Српство". Бавио се и књижевношћу, поред три свеске приповедака под насловом "Ђаков врх", објавио је један социјални роман на немачком језику.
Поред медицине, много се бавио народном економијом, учио словенске језике, радећи на стицању широког образовања да би се бавио публицистиком и књижевношћу. Почео је објављивати рано, са 15 година; први поетски родољубиви радови су изашли у вршачком листу "Исток". Био је уредник и нарочито сарадник и дописник многих листова, попут: Братства, Јавора, Банаћанина, Заставе, Српског листа, Раденика, Побратимства и две године у Змајевом хумористичком "Стармали". Објавио је неколико књига и политичких брошура, као што су наслови: "Економско и политичко стање Срба у Угарској", "Пред будимпештанску конференцију", те "Одговор на Политову брошуру". У Вршцу је основао Српску занатску читаоницу.
Када је Јаша Томић, главни уредник листа „Застава“ био осуђен на вишемесечни затвор због тзв. „штампарске кривице“, онда га је од 5. октобра 1886. привремено у том послу замењивао Лаза Нанчић. Иако млад, он је био искусан и у политици и у новинарству. Три пута је Лаза и сам био због свог национално политичког рада осуђиван и затваран. Први пут је 1876. године провео четири месеца у белоцркванском истражном затвору, када је кренуо да буде српски добровољац у Србију. Други пут, 1884. године после Уљманског збора ухапшен је због ометања скупа присталица тзв. Кикиндског програма. Последњи пут је страдао због новинског чланка "Омладини", објављеног о Божићу 1885. године у "Застави". По повратку са једногодишње робије, јуна 1886. године почео је да побољева..
Бавио се и превођењем, био је први преводилац Хенрика Сјенкјевича на српски језик.
Боловао је од туберкулозе, које се разбуктала након тамновања. Када је 16/28. марта 1887. године посетио мајку у Вршцу, савладала га је болест и умро је са 33 године. Био је током кратког живота нежења, јер се сав посветио друштвеном раду.